# Loopz
Loopz ist ein Puzzlespiel, das 1989 von Ian Upton für den Atari ST entwickelt und programmiert wurde. Zuvor arbeitete er als leitender Spieleentwickler für Audiogenic, die sich die exklusiven Rechte an dem Spiel sicherten. 1990 arrangierte Audiogenic dann die Veröffentlichung durch Mindscape für Computer in Nordamerika und für Konsolen weltweit.

## Spielprinzip
Der Hauptfokus liegt auf dem Spielfeld, auf dem dem Spieler zufällig geformte Teile präsentiert werden. Eine Form besteht entweder aus einem einzelnen Quadrat mit einer geraden Linie oder einer 90°-Ecke oder aus einer Kombination mehrerer solcher Quadrate. Der Spieler muss versuchen, aus diesen Teilen geschlossene Schleifen zu bilden. Sobald eine Schleife vollständig ist, verschwinden alle darin enthaltenen Teile. Es ist nicht möglich, eine Linie über den Rand hinaus zu platzieren – mit anderen Worten, sie darf nicht auf diese Weise positioniert werden.
Es gibt drei verschiedene Spielmodi, von denen zwei im Zwei-Spieler-Modus gespielt werden können. Im dritten Modus beginnt das Spiel mit einer bereits erstellten Schleife, aus der dann zufällig Teile entfernt werden. Der Spieler muss diese Teile wieder einsetzen, sobald sie erscheinen.

## Nachfolger
1994 ist für das SNES eine Version von "Super Loopz" erschienen, diese wurde allerdings lediglich in Japan veröffentlicht. Eine Veröffentlichung in den USA war geplant, ist jedoch nie erfolgt. Es existiert ein einziger Prototyp für eine europäische PAL-Version.

## Rezeption
Loopz erhielt überwiegend positive Bewertungen. Die ASM kürte das Spiel seinerzeit zum „Spiel des Monats“ und vergab die Auszeichnung „ASM-Hit“. PowerPlay wertete den Spielspaß mit 75 %. Der Amiga Joker wertete mit 86 %.